# Emilia Terzia
Emilia Terzia, meglio conosciuta come Emilia Paola (in latino Aemilia Tertia; 230 a.C. circa – 163 o 162 a.C.), è stata una nobildonna romana, moglie di Scipione l'Africano, generale e statista romano.

## Nome e famiglia
Il nome Emilia deriva dal suo nome (nomen) di famiglia, la gens Aemilia, una delle più importanti famiglie patrizie di Roma. Il nome delle donne romane di solito era formato dal nomen e da un aggettivo per distinguere l'ordine di nascita.
Era la figlia, forse la terza figlia superstite, del generale romano Lucio Emilio Paolo (console nel 216 a.C. che fu ucciso nella battaglia di Canne durante la seconda guerra punica) e la sorella di un altro celebre generale romano, Lucio Emilio Paolo Macedonico (console nel 182 e 168 a.C.). Non si conoscono le sorelle di Emilia.

## Matrimonio

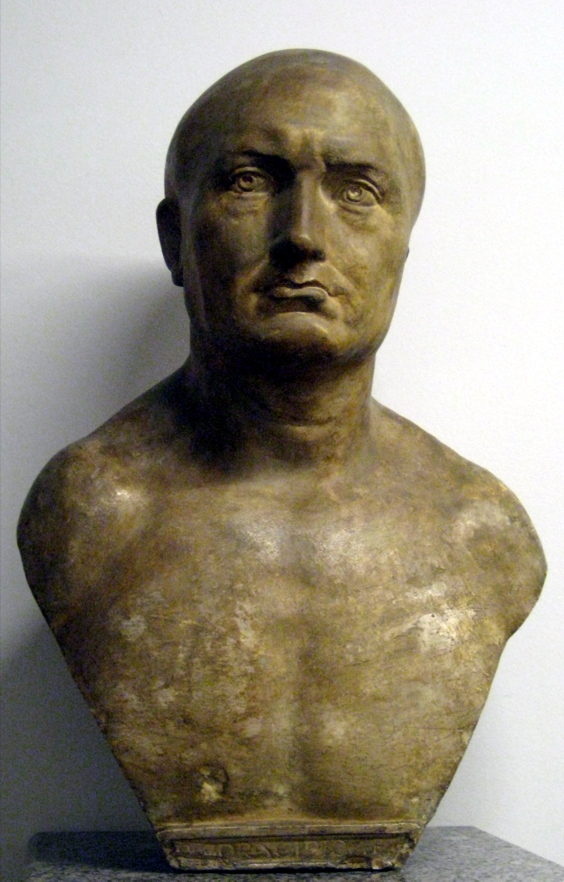
Busto di Scipione, marito di Emilia. Museo Puškin delle belle arti, Mosca.

Il matrimonio di Emilia Terzia e Scipione probabilmente ebbe luogo tra il 213 e il 210 a.C. (quando Scipione andò prima in Sicilia e poi in Spagna), o anche più tardi, nel 206-205 a.C. Emilia Terzia e Scipione l'Africano ebbero un matrimonio fecondo e, secondo Tito Livio, Polibio, e altri storici classici, molto felice. Valerio Massimo ci dice, invece, che Scipione tradiva la moglie con una ragazza della sua servitù, ma che Emilia non gli portò mai rancore per questo. La coppia ebbe due figli e due figlie; la più giovane fu Cornelia, la madre dei famosi fratelli Tiberio e Gaio Gracco.

### La morte di Scipione
Scipione morì di una malattia persistente nel 183 a.C., dopo essersi ritirato nella sua casa di campagna a Liternum nel 185 a.C. Durante i suoi ultimi anni, scrisse le sue memorie in greco. Secondo Polibio, Scipione fece disposizioni generose per la sua vedova, per assicurarle lo stesso stile di vita a cui era abituata come sua moglie. Lasciò alle sue figlie cinquanta talenti d'argento ciascuna, una grande dote per gli standard dell'epoca.

### La vita da vedova
Emilia sopravvisse per molto tempo al marito e anche ai due figli; morì infatti nel 163-162 a.C.. Dopo la morte del marito aveva accumulato un'enorme fortuna che, alla sua morte, passò al figlio adottivo, Scipione Emiliano, che a sua volta la diede alla madre naturale Papiria.

## Discendenza
Emilia Terzia e Scipione l'Africano ebbero quattro figli sopravvissuti, due maschi e due femmine.
- Publio Cornelio P.f. P.n. Scipione l'Africano (fl. 174 a.C.), divenne sacerdote o Augure nel 180 a.C. (come lo zio materno), fu Flamen Dialis o sacerdote di Giove (secondo l'iscrizione sulla sua tomba), e fu come pretore nel 174 a.C.. Alcune fonti sembrano implicare che fosse sposato, ma la moglie è sconosciuta. Egli sembra essere morto dopo 174 a.C. e probabilmente prima del 167 a.C. (battaglia di Pidna), quando Scipione Emiliano è già noto come il figlio adottivo. Egli era certamente morto nel 163-162 a.C., quando sua madre morì e lasciò i suoi soldi al figlio adottivo ed erede. La data della sua adozione di Scipione Emiliano è sconosciuta, ma probabilmente ha avuto luogo tra il 174 a.C. e il 167 a.C., quando il fratello era probabilmente morto.
- Lucio Cornelio P.f. P.n. Scipione (fl. 174 a.C.) condusse una vita dissoluta, e fu espulso dal Senato nell'anno in cui fu eletto pretore. La data della morte è sconosciuta, ma probabilmente da collocarsi tra 174 a.C. e il 170 a.C. Né moglie né discendenti vengono menzionati da alcun storico romano.
- Cornelia Africana maggiore (fl. 174 a.C.) nacque all'incirca nel 201 a.C.; la sua data di morte è sconosciuta, ma probabilmente si sposò nel 182 a.C., a giudicare dall'anno in cui il figlio è diventato console. Suo marito era un cugino di secondo grado, Scipione Nasica Corculo. Non è noto se questo era il primo matrimonio tra cugini della stessa gens, oppure se tali matrimoni non erano del tutto sconosciuti prima del matrimonio di Cornelia. Ebbe un figlio conosciuto, Scipione Nasica Serapio, noto per il suo ruolo nella morte del cugino Tiberio Gracco nel 133 a.C. Questo nipote ebbe discendenti, di cui i più illustri nella Tarda Repubblica furono Metello Scipione e sua figlia Cornelia Metella (che morì senza figli).

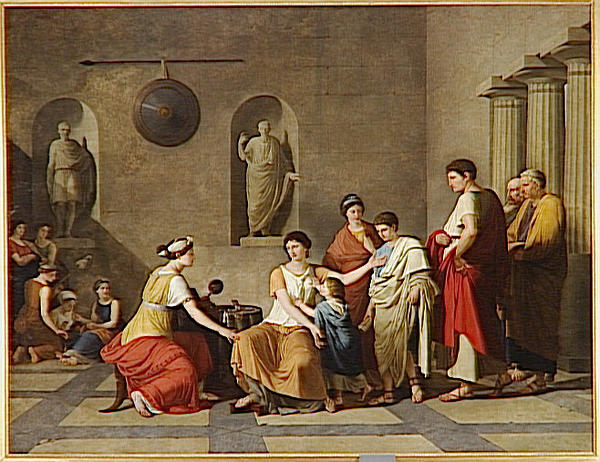
Quadro raffigurante Cornelia minore e i suoi figli. "Cornelia, madre dei Gracchi", Joseph-Benoît Suvée, Museo del Louvre, Parigi.

- Cornelia Africana minore (fl.192-121 a.C.), la figlia più giovane, nacque approssimativamente nel 190 a.C., si sposò nel 172 a.C., e morì nel 121 a.C., dopo che il suo figlio più giovane Caio Sempronio Gracco si era suicidato per evitare l'esecuzione. Meglio conosciuto come la madre dei Gracchi, fu la moglie di Tiberio Sempronio Gracco, due volte console e censore (morto nel 154 a.C.), dal quale ebbe dodici figli, la maggior parte dei quali morti molto giovani. Tre bambini sono sopravvissuti fino all'età adulta, due dei quali sono i fratelli Gracchi - Tiberio Sempronio Gracco e Caio Sempronio Gracco. Tiberio Gracco morì molto giovane, e suo fratello più giovane Gaio aveva solo una figlia, Sempronia, che sposò Scipione Emiliano; non ebbero figli.

Nel 45 a.C., l'unica discendente superstite di Cornelia Africana Minore era Fulvia Flacca Bambula. Fulvia fu la prima donna (non mitologica) ad apparire sulle monete, e attraverso i suoi tre matrimoni ebbe l'accesso al potere. Il suo primo matrimonio con Publio Clodio Pulcro le diede due figli: un maschio, anche lui di nome Publio Clodio Pulcro, e una figlia, Clodia Pulcra, che in seguito sposò Ottaviano. Il suo secondo matrimonio con Gaio Scribonio Curione diede un altro figlio. Il terzo e ultimo matrimonio fu con Marco Antonio, da cui ebbe due figli: Marco Antonio Antillo e Iullo Antonio. Discendenti di Iullo Antonio erano ancora vivi nel successivo regno di Augusto.